# Hydrelia rubrilinea
Hydrelia rubrilinea là một loài bướm đêm trong họ Geometridae.